# Маркграфство Моравия
Маркграфство Моравия (на чешки: Markrabství moravské; на немски: Markgrafschaft Mähren) или Моравска марка e административна единица, съществувала на територията на съвременната област Моравия (в днешна Чехия).

## Предистория
Първоначално Моравската марка, както и Източната, Карниолската и Карантанската, е образувана върху бивши славянски земи, по-рано влизащи в състава на Велика Моравия, до падането ѝ под ударите на унгарците в началото на 10 век. След като през 955 г. чешкият княз Болеслав I Страшни, в съюз с източнофранкския крал Отон I в битката при Лех разгромява унгарците, Моравия е присъединена към Чешкото княжество. През същата година се намесва и полският княз Болеслав I Храбри, който завоюва областта и я включва в състава на държавата си, докато в началото на 11 век чешкия княз Бржетислав I не я отвоюва обратно.

## Моравски княжества
През 1054 г. княз Бржетислав I постановява, че старшият наследник в рода трябва да управлява в Прага, а младшите получават Моравия и са длъжни да се подчиняват на старшия княз. Съгласно това, най-старият син на Бржетислав, Спитигнев II, през 1055 г. става княз на Чехия, а Моравия е разделена на 2 части, които получават втория и третия син на Бржетислав. Вратислав II получава частта около Оломоуц (Оломоуцко княжество), а Конрад I – териториите около Бърно, съставящи Бърненското княжество. По-късно от него се отделя Зноймското княжество.

## Образуване на маркграфството
През 1182 г. император Фридрих I Барбароса създава титлата Маркграф на Моравия, която получава Конрад II, обединявайки трите моравски княжества.